# جشنواره فرهنگ اقوام ایران زمین

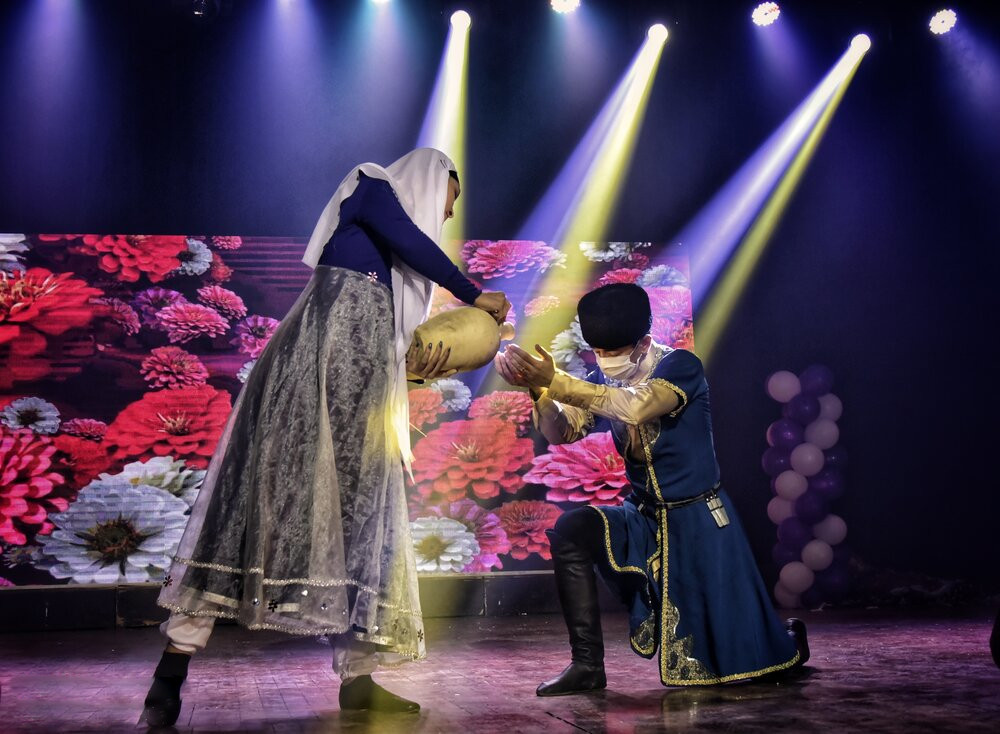
دومین جشنواره ملی ازدواج اقوام ایران زمین

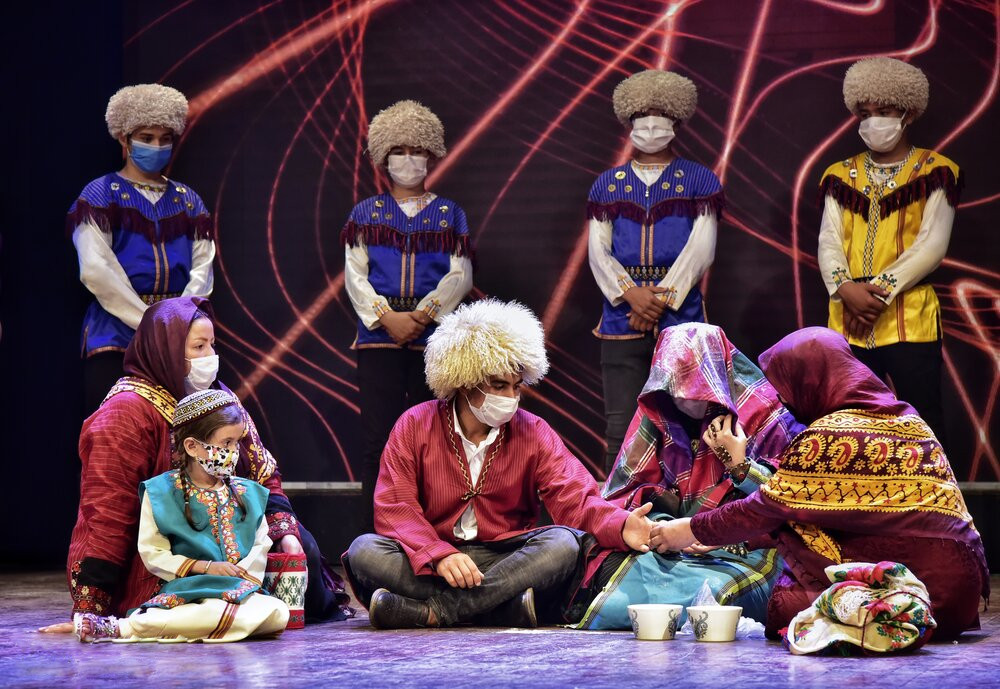

جشنواره فرهنگ اقوام ایران زمین برای نخستین بار در سال ۱۳۸۴ برگزار و از آن پس در تقویم مناسبت‌های سازمان میراث فرهنگی، صنایع دستی و گردشگری کشور به نام استان گلستان ثبت و درج شد. این جشنواره در فهرست رویدادهای سازمان گردشگری جهانی (unwto) نیز به ثبت رسیده و در لیست برنامه‌های جهانی گردشگری در درگاه اینترنتی این سازمان عنوان شده‌است.

## تاریخچه
این جشنواره برای نخستین بار در سال ۱۳۸۴ برگزار شد. سیزدهمین دوره جشنواره بین‌المللی فرهنگ اقوام ابان‌ماه ۱۳۹۸ در نمایشگاه بین‌المللی گلستان و در مجموعه ورزشی المپیک گنبد کاووس برپا شد.

## بخش‌ها
نمایشگاه صنایع دستی، هنرهای سنتی و سوغات، اجرای موسیقی سنتی و آیینی، برپایی آلاچیق و سیاه چادر اقوام مختلف و خانه‌های روستایی از بخش‌های این جشنواره است.